# مازيندول
مازيندول (بالإنجليزية: Mazindol)‏ هو دواء يُستعمل في علاج:
- سمنة[9]

## دوره
يلعب هذا الدواء دورًا في علاج الأمراض كونه:
- منشط